# Thomas Schwab
Thomas Schwab (Berchtesgaden, 20 aprile 1962) è un ex slittinista tedesco occidentale.
Dopo la riunificazione della Germania (1990), ha acquisito la cittadinanza tedesca.
È lo zio di Carina Schwab, a sua volta slittinista di alto livello.

## Biografia
Esordì in Coppa del Mondo nella stagione 1982/83, conquistando il primo podio il 16 gennaio 1983 nel doppio ad Imst (3°) in coppia con Wolfgang Staudinger, con il quale ha condiviso anche tutti i suoi successivi risultati nella specialità biposto, e la prima vittoria il 15 dicembre 1985 sempre nel doppio a Sarajevo. Trionfò in classifica generale nella specialità del doppio nell'edizione del 1986/87.
Prese parte a due edizioni dei Giochi olimpici invernali, entrambe le volte nel doppio: a Sarajevo 1984 giunse ottavo mentre a Calgary 1988 conquistò la medaglia di bronzo.
Ai campionati mondiali ottenne una medaglia di bronzo nel doppio ad Igls 1987. Nelle rassegne continentali vinse due titoli europei a Königssee 1988 nel doppio e nella gara a squadre.
Si ritirò dall'attività agonistica nel 1989. Nel 1995 divenne il responsabile della nazionale tedesca di slittino, incarico che occupò fino al 2006 quando ottenne la nomina di direttore sportivo della federazione tedesca di bob, slittino e skeleton (BSD).

## Palmarès

### Olimpiadi
- 1 medaglia:
  - 1 bronzo (doppio a Calgary 1988).

### Mondiali
- 1 medaglia:
  - 1 bronzo (doppio ad Igls 1987).

### Europei
- 2 medaglie:
  - 2 ori (doppio, gara a squadre a Königssee 1988).

### Coppa del Mondo
- Vincitore della Coppa del Mondo nella specialità del doppio nel 1986/87.
- 18 podi (tutti nel doppio):
  - 3 vittorie;
  - 3 secondi posti;
  - 12 terzi posti.

#### Coppa del Mondo - vittorie
| Data             | Luogo       | Paese       | Disciplina                     |
| ---------------- | ----------- | ----------- | ------------------------------ |
| 15 dicembre 1985 | Sarajevo    | Jugoslavia  | Doppio con Wolfgang Staudinger |
| 1º febbraio 1987 | Imst        | Austria     | Doppio con Wolfgang Staudinger |
| 1º marzo 1987    | Lake Placid | Stati Uniti | Doppio con Wolfgang Staudinger |